# پلاک وسایل نقلیه استان یزد
کدهای استان یزد ۵۴ و ۶۴ می‌باشد. در خودروهای عمومی، تاکسی‌ها و خودروهای دولتی حرف پلاک همیشه یکسان است. اما در خودروهای شخصی این حرف بستگی به شهری دارد که پلاک خودرو در آن ثبت شده‌است.

## ۵۴ مرکز استان  یزد، شهرستان زارچ)
| ۵۴ | ۳۴۵ ۱۲ |

| حرف | شهرستان          | وضعیت شماره‌گذاری                                    |
| --- | ---------------- | --------------------------------------------------- |
| الف | دولتی            | سرشماره ۲۵ در حال واگذاری                           |
| ب   | یزد، زارچ (۱)    | پایان شماره‌گذاری                                    |
| ت   | تاکسی‌            | سرشماره ۱٩ در حال واگذاری                           |
| ج   | یزد، زارچ (۲)    | پایان شماره‌گذاری                                    |
| د   | یزد، زارچ (۳)    | پایان شماره‌گذاری                                    |
| ژ   | جانبازان معلولین | سرشماره ۱۱ در حال واگذاری سرشماره ۵۱ در حال واگذاری |
| س   | یزد، زارچ (۴)    | پایان شماره‌گذاری                                    |
| ص   | یزد، زارچ (۵)    | پایان شماره‌گذاری                                    |
| ط   | یزد، زارچ (۶)    | پایان شماره‌گذاری                                    |
| ع   | عمومی (۱)        | پایان شماره‌گذاری                                    |
| ق   | یزد، زارچ (۷)    | پایان شماره‌گذاری                                    |
| ک   | کشاورزی          | سرشماره ٢٢ در حال واگذاری                           |
| ل   | یزد، زارچ (۸)    | پایان شماره‌گذاری                                    |
| م   | یزد، زارچ (۹)    | پایان شماره‌گذاری                                    |
| ن   | یزد، زارچ (۱۰)   | پایان شماره‌ گذاری                                   |
| و   | یزد، زارچ (۱۱)   | پایان شماره گذاری                                   |
| ه‍   | یزد، زارچ (۱۲)   | سرشماره ٣٩ درحال واگذاری                            |
| ی   | یزد، زارچ (۱۳)   | ذخیره                                               |

## ۶۴ استان یزد
| ۶۴ | ۶۲۳ ۹۵ |

| حرف | شهرستان            | وضعیت شماره‌گذاری          |
| --- | ------------------ | ------------------------- |
| ب   | اردکان (۱)         | پایان شماره گذاری         |
| ج   | تفت                | سرشماره ۵۶ در حال واگذاری |
| د   | میبد (۱)           | پایان شماره‌گذاری          |
| س   | بافق، بهاباد       | سرشماره ۷٩ در حال واگذاری |
| ص   | مهریز              | سرشماره ۷۵ در حال واگذاری |
| ط   | ابرکوه             | سرشماره ۷٧ در حال واگذاری |
| ع   | عمومی (۲)          | سرشماره ٢٢ در حال واگذاری |
| ق   | طبس (خراسان جنوبی) | سرشماره ٨١ در حال واگذاری |
| ل   | خاتم، مروست، هرات  | سرشماره ۴۴ در حال واگذاری |
| م   | صدوق، اشکذر        | سرشماره ۳٨ در حال واگذاری |
| ن   | میبد (۲)           | سرشماره ٢١ در حال واگذاری |
| و   | اردکان (۲)         | سرشماره ١۶ در حال واگذاری |
| ه‍   | ذخیره              | ذخیره                     |
| ی   |                    |                           |

پلاک موتور: ۶۳۷، ۶۳۸، ۶۳۹، ۶۴۱، ۶۴۲ ،۶۴۳. ۶۴۴